# إليفاليه آدامز بالكلي
إليفاليه آدامز بالكلي هو سياسي أمريكي، ولد في 1804 في كولتشستر في الولايات المتحدة، وتوفي في 13 فبراير 1872. انتخب عضو مجلس ولاية كونيتيكت ‏.